# Frantic
"Frantic" é uma canção da banda Americana de heavy metal Metallica, o segundo single do álbum St. Anger (2003). A canção é sobre o passado da banda de lutas com as dependências, particularmente o problema de alcoolismo do vocalista James Hetfield, onde ele passou vários meses em reabilitação.[carece de fontes?]

## Charts
| Paradas (2003-04)                              | Posição |
| ---------------------------------------------- | ------- |
| Austrália (ARIA)                               | 22      |
| Áustria (Ö3 Austria Top 75)                    | 30      |
| Bélgica (Ultratip Bubbling Under de Flandres)  | 6       |
| Dinamarca (Hitlisten)                          | 6       |
| Finlândia (Suomen virallinen lista)            | 4       |
| França (SNEP)                                  | 59      |
| O campo songid é OBRIGATÓRIO PARA PARADA ALEMÃ | 21      |
| Ireland (IRMA)                                 | 20      |
| Países Baixos (Dutch Top 40)                   | 32      |
| Nova Zelândia (Recorded Music NZ)              | 23      |
| Noruega (VG-lista)                             | 5       |
| Espanha (PROMUSICAE)                           | 2       |
| Suécia (Sverigetopplistan)                     | 13      |
| Suíça (Schweizer Hitparade)                    | 57      |
| UK Singles (The Official Charts Company)       | 16      |
| U.S. Billboard Mainstream Rock Tracks          | 21      |